# 長野豪洋
長野 豪洋（ながの たかひろ、1979年3月31日 - ）はゴルフリサーチ株式会社代表取締役、一般社団法人日本ゴルフ価値普及協会代表理事、NPO法人ゴルフアミューズメントパーク理事である。

## 人物
出典
オーストラリアに生まれた。名前の由来は豪州の豪に太平洋の洋である。父は赤井電機の海外駐在員で、生後１年半をシドニーで過ごし帰国した。横浜市西区戸部町で少年時代を過ごした。小学校２年生の頃、プロゴルファー猿でゴルフに興味を持った。家業で材木を扱っている友人から貰った材木をくり抜き丸く削って、自作のクラブを作った。手作りのクラブと、穴の空いたプラスチック製のゴルフボールが遊び道具だった。

## 来歴
- 1997年3月に横浜高校を卒業し、アルバイト先であった株式会社ダイエーに就職。８年後に退社した。
- 2007年11月に脱サラした後１年間の独学でウェブサイトの制作を行う株式会社デザイン・トラストを起業[5]。2020年4月現在、専務取締役である。
- 2008年に結婚。
- 2013年5月に「横浜&湘南ゆるゆるゴルフ」という社会人ゴルフサークルを設立し[6]、2013年から2018年まで代表を務める[7]。
- 2016年2月24日に一般社団法人ゴルフリサーチを設立し、2020年3月17日に商号を一般社団法人日本ゴルフ価値普及協会に変更した[8]。
- 2018年10月9日にゴルフリサーチ株式会社を設立[9]。
- 2019年9月3日、各組に１～２人のものまね芸人が入り、３人のアマチュアと18ホールをプレーするゴルフコンペ「じゅじゅ苑カップ」を開催した[4]。